# Gunther Beth
Gunther Beth (* 18. Oktober 1945 in Lübeck) ist ein deutscher Schauspieler, Regisseur und Autor.

## Leben

### Ausbildung und Theater
Beth wuchs in Hamburg auf und besuchte das Gymnasium für Jungen in Eppendorf (heute Gymnasium Eppendorf). Unter Beths Leitung wurde Das Periskop, die dortige Schülerzeitung, 1964 mit dem Peter Zenger-Preis als beste Hamburger Schülerzeitung ausgezeichnet. Nach dem Abitur entschied er sich für eine berufliche Karriere als Schauspieler. Beth spielte an fast allen großen Boulevardtheatern, unter anderem in Berlin, München, Köln und Düsseldorf. Ein Theaterengagement hatte Beth auch am Kleinen Theater im Park von Walter Ullrich in Bad Godesberg. In der Spielzeit 1970/71 spielte er am Hebbel-Theater in Berlin unter der Regie von Wolfgang Spier in der Uraufführung des Lustspiels Alle reden von Liebe von Hans Borgelt, in der Günter Pfitzmann und Maria Körber seine Partner waren. Eine TV-Aufzeichnung der Inszenierung wurde im April 1972 im ZDF ausgestrahlt. In der Spielzeit 1975/76 gastierte er in der Wiederaufnahme von Curth Flatows Theaterstück Der Mann, der sich nicht traut unter der Regie von Wolfgang Spier am Theater am Kurfürstendamm. 1984 trat er dort, an der Seite von Wolfgang Spier, Hannelore Cremer und Christine Schild, in der Boulevardkomödie Schreib, wenn Du kannst! auf. Diese Theaterproduktion, bei der wieder Wolfgang Spier die Regie führte, wurde ebenfalls für das Fernsehen aufgezeichnet und an Silvester 1984 ausgestrahlt. 1985 ging Beth mit diesem Stück auch auf Tournee. Im Januar 1986 gastierte er mit Schreib, wenn Du kannst! im Contra-Kreis-Theater in Bonn. Auch später war Beth regelmäßig in Tourneeproduktionen, meistens in eigenen Stücken, als Darsteller zu sehen; mehrmals führte er dabei auch selbst Regie.

### Theaterautor
Seit den 1970er Jahren schrieb Beth als Autor und Co-Autor mehrere Theaterstücke. Sein erstes Stück, die Komödie Meine Mutter tut das nicht, verfasste er gemeinsam mit dem Schauspieler und Regisseur Folker Bohnet. Die Uraufführung fand 1977 im Kölner Theater am Dom statt. Im Dezember 1986 folgte in Stuttgart die Uraufführung seiner gemeinsam mit Alan Cooper alias Dieter B. Gerlach  geschriebenen Komödie Der Neurosenkavalier. Die Hauptrollen spielten Claus Biederstaedt (als Felix Bollmann, der Neurosenkavalier), Karin Dor (als Sybille Bast, die kleptomanische Witwe) und Angélique Duvier (als Bestsellerautorin Claudia Carrera); Beth selbst übernahm die Rolle des verliebten Nervenarztes De Witt. Mit diesem Stück ging Beth mit der Uraufführungsbesetzung mehrfach (1987, 1989, 1990, 2003–2008) auf Deutschland-Tournee, zuletzt 2008. 2009 war das Stück bereits in über 7.500 Vorstellungen, in 88 Produktionen und in 9 Ländern gezeigt worden. Das Stück wurde mittlerweile (Stand: Dezember 2014) in über 9.000 Vorstellungen in bisher 112 Produktionen in 13 Ländern aufgeführt. Das italienische Fernsehen RAI und der ORF haben Inszenierungen aus Mailand (1994) und Wien (2001) für das Fernsehen aufgezeichnet. Unter dem Titel Ach du Fröhliche verfilmte die ARD das Stück (mit einem Drehbuch von Gunther Beth) mit Harald Juhnke in der Hauptrolle (1995).
2006/2007 trat Beth mit Der Neurosenkavalier auch am Contra-Kreis-Theater in Bonn auf.
Weitere Boulevardstücke verfasste Beth in Zusammenarbeit mit der Schauspielerin und Autorin Barbara Capell. Es entstanden gemeinsam: Micky Maus und Einstein (Uraufführung 1985 Komödie am Kurfürstendamm mit Ute Willing und Herbert Herrmann), Trau keinem über 60! (UA 1992), Wer den Löwen weckt (UA 1998), Ich wär so gern wie du (UA 2000), Man liebt nur dreimal oder Die Katze (UA am 4. Februar 2001, Theater im Rathaus Essen) und Willkommen im Club (UA 2002).
In seiner Komödie Wer den Löwen weckt, in deren Mittelpunkt ein alternder Inhaber einer Künstleragentur steht, verkörperte Beth die Rolle des Hannes, den Kompagnon des Künstleragenten Leo Copperschmidt. Mit diesem Stück ging Beth 2000 auch auf Tournee. Das Stück wurde unter anderem an der Komödie am Kurfürstendamm gespielt; seine Partner in der Produktion des Tourneetheaters Thespiskarren waren Claus Biederstaedt, Ricci Hohlt und Jessica Blume.
In Trau keinem über 60!, einer Komödie um den alternden Buchhändler Robert Schweizer, der sich noch einmal verlieben will, aber darüber in Streit mit seinem Sohn gerät, übernahm Beth die Rolle des Sohnes Tom Schweizer. Es spielten wieder Claus Biederstaedt und Karin Dor die Hauptrollen; in späteren Aufführungen übernahmen Ilja Richter und Peter Fröhlich die Rolle des Robert Schweizer. In seinem eigenen Stück Man liebt nur dreimal oder Die Katze spielte Beth auch die Rolle des Hagen an der Seite von Karin Dor und Stefan Behrens. Beth hatte die Rolle der Isabella eigens für Karin Dor geschrieben. Auch mit dieser Produktion ging Beth mehrfach auf Tournee, zuletzt 2010. Von August bis November 2008 fand eine Aufführungsserie des Tourneetheaters Thespiskarren an der Komödie im Bayerischen Hof in München statt.
2007 wurde im Theater an der Kö in Düsseldorf Beths Komödie Die Nummer des Jahres uraufgeführt, die in Zusammenarbeit mit René Heinersdorff entstand.
2007/2008 gastierte Beth mit seinem Stück Trau keinem über 60! wieder am Contra-Kreis-Theater. Er selbst spielte wieder die Rolle des Sohnes Tom; seine Partner waren diesmal Karin Dor und Peter Fröhlich. Im Februar 2009 folgte dort die Uraufführung seines Theaterstücks Das Kostüm, dem sich 2010/2011 eine Tournee anschloss.
1981 erschien im Langen Müller Verlag Beths Roman Das Eis der ewigen Freundschaft. Neben seinen Theaterstücken verfasste Beth auch Drehbücher, unter anderem für die Serien Marienhof und Das Traumschiff.

### Film und Fernsehen
Beth übernahm ab Ende der 1960er Jahre regelmäßig auch Film- und Fernsehrollen. 1969 war er im Kino in dem Kriminalfilm Sieben Tage Frist von Alfred Vohrer als hintertriebener Schüler Hensen zu sehen. In dem komödiantischen Sexfilm Frisch, fromm, fröhlich, frei (1970) von Rolf Thiele spielte er den Alexander. Außerdem spielte er 1973 (Premiere: 1974) die Rolle des Kronert in dem Thriller Einer von uns beiden von Wolfgang Petersen. In dem italienischen Anti-Kriegs-Film Die Nacht von San Lorenzo  (1982) von Paolo und Vittorio Taviani spielte Beth als „Amerikanischer Soldat“ den Befreier.
Im Fernsehen war Beth in verschiedenen Krimiserien zu sehen: Hamburg Transit, Der Kommissar und Derrick. In der Kommissar-Folge Schrei vor dem Fenster spielte er Berthold Thiemel, den Sohn einer Schauspielerin (Maria Schell), der in Verdacht gerät, deren Mann erschossen zu haben. 1972/1973 war er in der Familienserie Kleinstadtbahnhof an der Seite von Heidi Kabel und Gustav Knuth zu sehen. Er spielte die Rolle des Sohnes Wolfgang Henning, der sein Medizinstudium in Hamburg aufgibt und in seinen Heimatort zurückkehrt. In der Fernsehserie Die Powenzbande (1973) hatte er die Rolle des Edwin Quiebus. Er verkörperte den Sohn der hochmoralischen und sittenstrengen Witwe Quiebus, der sich in die hübsche Lilith Powenz verliebt und diese schließlich heiratet. In der Tatort-Episode Die Rechnung wird nachgereicht war er 1975 als Polizeiassistent Rolf zu sehen.

### Synchron- und Sprechertätigkeit
Beth war auch als Synchronsprecher tätig. Er lieh seine Stimme David Garrison in der Serie Eine schrecklich nette Familie. Außerdem sprach er Robert Walker jr. in Raumschiff Enterprise. Außerdem sprach er die Rolle von John David Garfield in Robert Altmans Film Ein kalter Tag im Park (That Cold Day in the Park).
Beth arbeitete auch als Sprecher für Hörspiele. Mehrfach wurde er bei dem Label Europa als Sprecher in den Karl-May-Hörspielen verpflichtet. Er sprach Eisenherz in Unter Geiern, Wohkadeh in Der Sohn des Bärenjägers und Mesuf in Die Sklavenkarawane. 1979 wirkte er in einer Koproduktion des Südwestfunks und des Westdeutschen Rundfunks in dem Hörspiel Das Ekel aus Säffle aus der Kommissar Beck-Krimireihe mit. Beth trat auch als Rezitator hervor.

### Persönliches
Beth wollte ursprünglich Profi-Tennisspieler werden. Seit 2004 berichtet er für die Münchner Abendzeitung von den Tennismeisterschaften in Wimbledon. Beth ist mit der Schauspielerin und Autorin Barbara Capell verheiratet und lebt in München.

## Filmografie (Auswahl)
- 1969: Die Hupe – Eine Schülerzeitung (Fernsehserie)
- 1969: Sieben Tage Frist
- 1969: Der Kommissar (Fernsehserie) – Schrei vor dem Fenster
- 1970: Frisch, fromm, fröhlich, frei
- 1971: Hamburg Transit – Der tolle Erno
- 1972: Alle reden von Liebe (Theateraufzeichnung)
- 1972–1973: Kleinstadtbahnhof (Fernsehserie)
- 1973: Die Powenzbande
- 1974: Einer von uns beiden
- 1975: Tatort – Die Rechnung wird nachgereicht
- 1979: Derrick – Anschlag auf Bruno
- 1982: Unheimliche Geschichten (Fernsehserie, Folge 5) – Nur ein Tropfen Blut
- 1982: Die Nacht von San Lorenzo (La notte di San Lorenzo)
- 1984: Schreib, wenn Du kannst! (Theateraufzeichnung)
- 1994; 1996 Anwalt Abel